# Loh Kean Yew
Loh Kean Yew, född 26 juni 1997, är en singaporiansk badmintonspelare.

## Karriär
Loh Kean Yew tog guld  i singelturneringen vid VM 2021.